# マイケル・ヌーリー
マイケル・ヌーリー（Michael Nouri,  1945年12月9日 - ）は、アメリカ合衆国の俳優である。

## 来歴
1945年、ワシントンD.C.に生まれる。父親はバグダッド生まれで、ヌーリー自身はアイルランド系とイラク系の血を引いている。1961年にテレビドラマでデビューを果たし、1969年には『さよならコロンバス』で映画デビューを果たした。
1983年にジェニファー・ビールスが主演したダンス映画『フラッシュダンス』あたりから徐々に注目を集め、1987年の『ヒドゥン』では主役に抜擢され、カイル・マクラクランらと共演。それ以降も、順調に役者としてのキャリアを重ねており、1993年には石橋凌や一色彩子などの日本人キャストらと共演した日米合作映画『ヤクザVSマフィア』や2004年にはスティーヴン・スピルバーグ監督でトム・ハンクス主演の『ターミナル』などへも出演している。

### 私生活
これまで2度の結婚歴があり、1976年にLynn Goldsmithと結婚したが1978年に離婚。その後、1986年に再婚しているが2001年に再び離婚した。

## 出演作品

### 映画
- さよならコロンバス Goodbye, Columbus (1969)
- Contract on Cherry Street (1977) ※テレビ映画
- Nick and the Dobermans (1980) ※テレビ映画
- Fun and Games (1980) ※テレビ映画
- ギャング Gangster Wars (1981)
- フラッシュダンス Flashdance (1983)
- Secrets of a Mother and Daughter (1983)
- Spraggue (1984)
- Star Fairies (1985)
- メディア/虚構の世界 The Imagemaker (1986)
- 女たちの迷路 Between Two Women (1986)
- GoBots: War of the Rock Lords (1986)
- 運命の扉 Rage of Angels: The Story Continues (1986) ※テレビ映画
- ヒドゥン The Hidden (1987)
- Quiet Victory: The Charlie Wedemeyer Story (1988)
- Shattered Dreams (1990)
- ロマンシング・トレジャー/遺産相続・40億の罠 Thieves of Fortune (1990)
- リトル・ベガス Little Vegas (1990)
- キャプテン・アメリカ 卍帝国の野望 Captain America (1990)
- フェイタル・スカイ Fatal Sky (1990)
- サイキック・ウォー Psychic (1991)
- Total Exposure (1991)
- ナイト・トラップ In the Arms of a Killer (1992)
- シドニー・シェルダン/砂の時間 The Sands of Time (1992)
- BLACK ICE/殺意の瞬間 Black Ice (1992)
- Due vite, un destino (1992)
- ダヴィンチ・ウォーズ Da Vinci's War (1993)
- ヤクザVSマフィア Yakuza vs mafia (1993)
- ヤング・ブラッドメン No Escape No Return (1993)
- Eyes of Terror (1994)
- キリング・ヒート Fortunes of War (1994)
- 妄想/スキャンダラスな女2 Inner Sanctum II (1994)
- Lady in Waiting (1994)
- Between Love and Honor (1995) ※テレビ映画
- ホログラムマン Hologram Man (1995)
- ジャッジ・ブロンド To the Limit (1995)
- ビクター/ビクトリア Victor/Victoria (1995) ※テレビ映画
- オーバーキル Overkill (1996)
- This Matter of Marriage (1998)
- Too Rich: The Secret Life of Doris Duke (1999)
- Picture This (1999)
- 小説家を見つけたら Finding Forrester (2000)
- Carman: The Champion (2001)
- セカンド・ハネムーン Second Honeymoon (2001) ※テレビ映画
- 61*（シックスティワン）61* (2001)
- Lovely & Amazing (2001)
- MP3 Terminal Error (2002)
- Klepto (2003)
- ターミナル The Terminal (2004)
- Searching for Bobby D (2005)
- The Boynton Beach Bereavement Club (2005)
- ラスト・ホリデイ Last Holiday (2006)
- インヴィンシブル 栄光へのタッチダウン Invincible (2006)
- Empire State (2009)
- あなたは私の婿になる The Proposal (2009)
- シナトラ・クラブ Sinatra Club (2010)
- Easy Rider: The Ride Back (2012)
- チョコレートドーナツ Any Day Now (2012)
- ダーク・プラン A Dark Plan (2012)
- Hunt for the Labyrinth Killer (2013)
- Taken Away (2014)
- ビヨンド・ザ・トレック Teleios (2017)

### テレビドラマ
- Search for Tomorrow (1951)
- サマーセット Somerset (1970)
- Beacon Hill (1975)
- ドラキュラの呪い The Curse of Dracula (1979)
- The Last Convertible (1979)
- The Gangster Chronicles (1981)
- Bay City Blues (1983)
- ダウンタウン Downtown (1986 - 1987)
- ラブ&ウォー Love & War (1992 - 1995)
- バークにまかせろ Burke's Law (1995)
- ロー&オーダー Law & Order (1997)
- Style & Substance (1998)
- アーリー・エディション Early Edition (1998)
- LAW & ORDER:性犯罪特捜班 Law & Order: Special Victims Unit (1999)
- Touched by an Angel (2000, 2003)
- Gideon's Crossing (2001)
- The District (2003)
- 弁護士ジャック・ターナー The Lyon's Den (2003)
- LAW & ORDER:犯罪心理捜査班 Law & Order: Criminal Intent (2003, 2007)
- ザ・プラクティス ボストン弁護士ファイル The Practice (2004)
- ザ・ホワイトハウス The West Wing (2004)
- コールドケース 迷宮事件簿 Cold Case (2004)
- M.I. 緊急医療捜査班 Medical Investigation (2004)
- ザ・ヤング・アンド・ザ・レストレス The Young and the Restless (2004)
- スタートレック:エンタープライズ Enterprise (2004)
- The OC The O.C. (2004 - 2007)
- サウスビーチ South Beach (2006)
- CSI:ニューヨーク CSI: NY (2006)
- ブラザーズ&シスターズ Brothers & Sisters (2007)
- WITHOUT A TRACE/FBI 失踪者を追え! Without a Trace (2007)
- ダメージ Damages (2007 - 2011)
- Privileged (2008)
- NCIS 〜ネイビー犯罪捜査班 NCIS: Naval Criminal Investigative Service (2008 - 2013)
- アーミー・ワイフ Army Wives (2009, 2010)
- クラッシュ Crash (2009)
- レジェンド・オブ・ザ・シーカー Legend of the Seeker (2010)
- オール・マイ・チルドレン All My Children (2010 - 2011)
- Dr.HOUSE House M.D. (2011)
- ボディ・オブ・プルーフ 死体の証言 Body of Proof (2013)
- Major Crimes ～重大犯罪課 Major Crimes (2013)
- The Exes (2014)
- アメリカン・クライム・ストーリー/ヴェルサーチ暗殺 The Assassination of Gianni Versace: American Crime Story (2018)
- イエローストーン (2018-2021)

## 参照
1. 1 2  “Michael Nouri Biography”. 2014年8月15日閲覧。